# Cosmocats (comics)
Pour les articles homonymes, voir ThunderCats.
Cosmocats est une série de comics inspirée du dessin animé Cosmocats (Thundercats).

## Historique de publication
En décembre 1985, Star Comics publie le premier numéro de Thundercats. Les 8 premiers épisodes sont bimensuels, la publication devient ensuite mensuelle et prend fin en juin 1988. Les 10 premiers numéros ont été traduits en français.
Durant la période Star Comics, Marvel UK publie leur premier numéro de Thundercats en mars 1987. À la différence de Star Comics, Marvel UK a une publication hebdomadaire jusqu'au numéro #84, et suit ensuite un rythme bihebdomadaire. Avec le numéro 95, la publication devient mensuel jusqu'au numéro 105, le numéro 129 conclut la série en 1991.

## Marvel Comics

### Série Star Comics
Thundercats #1-24 (1985-1988) :
1. Survival Run! (La Course pour la survie !) par David Michelinie (décembre 1985)
2. Tears of Sunrise (Les Larmes du soleil) par David Michelinie (février 1986)
3. Siege in Silver and Stone (Pantero... piégé !!!) par David Michelinie (avril 1986)
4. Jaga Quest! (Jaga a disparu) par David Michelinie (juin 1986)
5. To Plunder Castle Plun-Darr! (Ca chauffe pour Starlion !) par David Michelinie (août 1986)
6. Mumm-Ra Times Three! (Mumm-Ra se multiplie) par David Michelinie (octobre 1986)
7. Back to Thundera (Bienvenue sur Thundera) par Gerry Conway (décembre 1986)
8. To the Victor, the Spoils par Gerry Conway (février 1987)
9. The Price of Pride par Gerry Conway (mars 1987)
10. Graveyard of Memories par Gerry Conway (avril 1987)
11. The Enemy Below par Gerry Conway (mai 1987)
12. Berserker Rage par Gerry Conway (juin 1987)
13. Snarf Takes Up the Challenge par Tom DeFalco (juillet 1987)
14. Safari Jo par Steve Perry (août 1987)
15. The Time Capsule par Tom DeFalco (septembre 1987)
16. The Queen of Eight Legs par Steve Perry (octobre 1987)
17. Tower of Traps par Leonard Starr (novembre 1987)
18. Pumm-Ra par Laura Hitchcock (décembre 1987)
19. The Doomgaze par Steve Perry (janvier 1988)
20. Excalibur (février 1988)
21. Father Snarf par Dwight Jon Zimmerman (mars 1988)
22. Bad Playmates (avril 1988)
23. Dr. Dometone (mai 1988)
24. Through a Dark Glass par Gerry Conway (juin 1988)

### Série Marvel UK
Thundercats #1-129 (1987-1991)

## DC Comics/Urban Comics

### Crossovers
En septembre 2019 est paru un crossover Les Maîtres de l'Univers/Cosmocats.

## DC Comics/Wildstorm

### Mini-séries
À la suite d'une vague de nostalgie dans les années 2000, Wildstorm a lancé plusieurs mini-séries successives consacrées aux Thundercats :
- Thundercats: Reclaiming Thundera #0-5 (2002-2003) par Ford Lytle Gilmore, Ed McGuinness, Francisco Herrera et Joe Phillips.

- Thundercats: The Return #1-5 (2003) par Ford Lytle Gilmore et Ed Benes

- Thundercats: Dogs Of War #1-5 (2003) par John Layman et Brett Booth

- Thundercats: Hammerhand's Revenge #1-5 (2003-2004) par Fiona Avery et Carlos D'Anda

- Thundercats: Enemy's Pride #1-5 (2004) par John Layman, Joe Vriens, Sacha Heilig, et Roberto Campos

Toutes les mini-séries ont été rassemblées ensuite en recueil (trade paperback).

### One-shots
La première mini-série est accompagnée en janvier 2003 d'un Thundercats: Sourcebook présentant les personnages.
En février 2004 sont publiés Origins: Heroes and Villains et Origins: Villains and Heroes.

### Crossovers
Il y a également eu en juillet 2003 un crossover ThunderCats/Battle of the Planets avec la série La Bataille des planètes, autre dessin animé dont la licence en comics était détenue par Top Cow.
En janvier 2004 sera publié un second cross-over, ThunderCats/Superman.

### 2012 Édition Panini Magazines
1. Safe Haven (mars 2012) par Ferg Handley
2. (avril 2012)

### Traductions
La mini-série Thundercats: Reclaiming Thundera et le Thundercats: Sourcebook ont été traduits en France par Semic en 2003 dans les 3 numéros de la revue Cosmocats.